# Shromáždění Severního Irska
Shromáždění Severního Irska je regionální parlament v rámci Spojeného království. Vznikl za labouristické vlády v roce 1998, tedy v období, kdy vznikly i Skotský parlament a Velšské národní shromáždění. Jsou v něm zastoupeny zejména dvě hlavní strany v Severním Irsku, tedy  Demokratická unionistická strana a Sinn Féin. Má omezené pravomoci a jeho nadřazeným parlamentem je Parlament Spojeného království.